# Боннар, Абель
Абель Боннар  (фр. Abel Bonnard; 19 декабря 1883, Пуатье, Франция — 31 мая 1968, Испания) — французский поэт, писатель, политический и государственный деятель, министр народного образования в правительстве режима Виши (18.04.1942—20.08.1944), коллаборант.
Член Французской Академии (с 1932 года; лишён звания как предатель родины в 1946 году).

## Биография
Образование получил в Марселе, затем окончил Лицей Людовика Великого в Париже, изучал историю литературы в Школе Лувра. Выпускник Высшей французской школы Рима.
В 1932 году был избран во Французскую Академию, кресло № 12.
Активный политик, взгляды которого в конце 1920-х — начале 1930-х годов эволюционировали в направлении фашизма. Последователь идей Шарля Морраса, руководителя «Аксьон франсез», провозгласившего лозунг национального ренессанса. Во французской литературе это течение было представлено так называемой «романской школой», её реакционными теориями, свидетельствовавшими о кризисе капитализма и буржуазной демократии, о разочаровании в парламентаризме и науке, которой противопоставлялась религия.
Французские националисты называли его la Gestapette. Гомосексуал, с именем которого было связано несколько громких скандалов.
В 1941 г. принял участие в пронацистском Веймарском собрании поэтов.
В составе коллаборационистского кабинета Лаваля был одним из четырёх министров, подписавших декларацию 5 июля 1944 года, критикующую собственное правительство за «недостаточное» содействие Третьему Рейху.
А. Боннар был одним из немногих членов Французской академии, исключенных из неё после Второй мировой войны за сотрудничество с фашистской Германией.
Французским судом А. Боннар был заочно приговорён к смертной казни за коллаборационизм во время Второй мировой войны. Бежал во франкистскую Испанию, где получил политическое убежище. В 1960 году вернулся во Францию для пересмотра судебного дела. Был приговорён к символическому наказанию — десяти годам изгнания, начиная с 1945 года, но недовольный обвинительным приговором, решил вернуться в Испанию, где прожил до своей смерти в 1968 году.

## Избранная библиография
- «Les Familiers» (1906)
- «Les Histoires» (1908)
- «Les Royautés» (1908)
- «La Vie et l’Amour» (1913)
- «Le Palais Palmacamini» (1914)
- «La France et ses morts» (1918)
- «Notes de voyage : En Chine (1920—1921), 2 vol.» (1924)
- «Éloge de l’ignorance» (1926)
- «La vie amoureuse d’Henri Beyle» (1926)
- «L’Enfance» (1927)
- «L’Amitié» (1928)
- «L’Argent» (1928)
- «Saint François d’Assise» (1929)
- «Rome» (1931)
- «Le drame du présent: Les Modérés» (1936)
- «Savoir aimer» (1937)
- «L’Amour et l’Amitié» (1939)
- «Pensées dans l’action» (1941)
- «Ce monde et moi» (1992)

## Награды
- Офицер ордена Почётного легиона
- Военный Крест 1914—1918
- Prix de Poésie (1906)
- Prix Archon-Despérouses (1909)
- Большая литературная премия Французской академии (1924)